# Macronemurus longisetus
Macronemurus longisetus är en insektsart som beskrevs av C.-k. Yang 1999. Macronemurus longisetus ingår i släktet Macronemurus och familjen myrlejonsländor. Inga underarter finns listade i Catalogue of Life.